# 종교전쟁
종교전쟁 또는 성전(聖戰, 성스러운 전쟁)은 신의 이름으로 전쟁을 치른다는 이념에 행해지는 전쟁이며, 종교혁명을 일컫는 용어로도 쓰인다. 종교 전쟁은 주로 종교와 신념의 차이로 인해 발생하거나 정당화되는 전쟁이다. 현대에는 특정 전쟁에서 갈등의 종교적, 경제적, 민족적 또는 기타 측면이 어느 정도 지배적인지에 대한 빈번한 논쟁이 있다. 전쟁이 종교적이라고 간주될 수 있는 정도는 종교의 정의, '종교적 전쟁'의 정의('성전'과 같은 폭력에 대한 종교적 전통을 고려함), 다른 가능한 요인과는 달리 종교는 전쟁에 대한 것이다. 이러한 질문에 대한 답변은 다른 유형의 전쟁과 비교하여 종교 전쟁이 얼마나 만연했는지에 대한 결론에 큰 영향을 미친다.
제프리 버튼 러셀(Jeffrey Burton Russell)과 같은 학자에 따르면 갈등은 엄밀히 말하면 종교에 뿌리를 둔 것이 아니라 근본적인 세속 권력, 민족적, 사회적, 정치적, 경제적 갈등 이유를 은폐할 수 있다. 다른 학자들은 "종교 전쟁"이라고 불리는 것은 대체로 "서구의 이분법"이며 지난 몇 세기 동안의 현대적 발명이라고 주장하며, "종교적"으로 분류되는 모든 전쟁은 세속적인(경제적 또는 정치적) 파급효과를 갖는다고 주장했다. 이스라엘-팔레스타인 분쟁, 시리아 내전, 아프가니스탄과 이라크 전쟁을 포함한 여러 분쟁에서 종교적 요소가 명백히 존재하지만 관찰자의 동정에 따라 근본주의 또는 종교적 극단주의로 다양하게 묘사된다. 그러나 이러한 사례에 대한 연구에서는 인종적 적대감이 갈등의 대부분을 유발한다는 결론을 내리는 경우가 많다.
전쟁 백과사전(Encyclopedia of Wars)에 따르면, 알려지거나 기록된 역사적 갈등 1,763개 중 121개, 즉 6.87%가 종교가 주된 원인이었다. 매튜 화이트(Matthew White)의 책 "The Great Big Book of Horrible Things"에서는 종교가 세계에서 가장 치명적인 잔혹 행위 100가지 중 11가지의 주요 원인이라고 설명한다.

## 이슬람에서의 성전
이슬람에선 성스러운 의미에서 전쟁을 말한다. 그리고 그 성전을 모두 지하드라고 부른다. 지하드는 소 지하드와 대 지하드, 이 두 가지로 나뉜다. 소 지하드는 생명의 위협이나 이슬람 박해에 대항하는 등, 부정한 권력에 대항하고자 싸우는 것을 의미한다. 대 지하드엔 선행과 신앙인으로서의 의무 이행이 있고, 자기 자신과의 싸움으로, 금주나 금연처럼 인내를 가하는 것도 있다. 한 마디로, 대 지하드는 정신적 수행을 뜻한다. 그러나 IS 등 극단주의 단체가 테러를 저질러 이슬람 성전의 본래 의미가 왜곡되기도 한다.

## 같이 보기
- 청교도혁명
- 무함마드 (수라)
- 루터
- 칼뱅